# مارینت پیچون
مارینت پیچون (انگلیسی: Marinette Pichon؛ زادهٔ ۲۶ نوامبر ۱۹۷۵) بازیکن فوتبال بازنشسته فرانسوی و عضو سابق تیم ملی فرانسه است.

## زندگی‌نامه
پیچون کودکی پیچیده‌ای با یک پدر الکلی داشت.

### زندگی شخصی
او همجنس‌گرا است، در نوامبر ۲۰۱۲، تغییر در قانون به پیچون این امتیاز را داد که دومین زن در فرانسه باشد که امتیاز «پدرانه» دریافت می‌کند. همسرش پس از لقاح آزمایشگاهی (IVF) پسرشان را به دنیا آورد. پیچون بالاترین نشان افتخار فرانسه لژیون دونور را دریافت کرد.

### در فرهنگ
در سال ۲۰۲۳، فیلم بیوگرافی از زندگی او که از نوشته خودش اقتباس شده بود با عنوان هرگز رها نکن به بازیگری گرونس ماریلیه در نقش وی ساخته شد.

## زندگی‌حرفه‌ای
او حرفه خود را در سنت ممی المپیک آغاز کرد، سپس به انجمن فوتبال متحد زنان (WUSA) پیوست، او اولین فرانسوی بین زنان و مردان بود که قرار داد با یک تیم آمریکایی امضاء و در لیگ حرفه ای آمریکا در فصل‌های ۲۰۰۲ و ۲۰۰۳ برای تیم فیلادلفیا شارژ بازی کرد و این تیم در سال ۲۰۰۲ در رتبه دوم لیگ قرار گرفت. او به دلیل تعداد گل‌های به ثمر رسیده برنده نشان ارزشمندترین بازیکن و بازیکن تهاجمی سال شد. در سال ۲۰۰۳، او به دلیل مجموع گل‌های زده و هم به دلیل گل‌های زده در هر بازی در لیگ به عنوان برترین بازیکن رسید.
پس از انحلال WUSA در سال ۲۰۰۳، او به فرانسه بازگشت، در فرانسه برای تیم Juvisy fcf بازی کرد. او در فصل‌های ۲۰۰۰/۰۱، ۲۰۰۱/۰۲، ۲۰۰۴/۰۵ و ۲۰۰۵/۰۶ بهترین گلزن داخلی بود. او همچنین در فصل ۲۰۰۴ برای نیوجرسی وایلد کتز در لیگ W آمریکا بازی کرد وی در آن سال در هر دو رتبه تعداد گل در هر بازی و مجموع امتیاز با وجود حضور در تنها ده بازی لیگ، برترین گلزن بود.

## حرفه بین‌المللی
او از سال ۱۹۹۴ تا ۲۰۰۶ برای تیم ملی فرانسه بازی کرد و پس از حذف فرانسه از رقابت‌های انتخابی جام جهانی در سن ۳۱ سالگی بازنشستگی خود را اعلام کرد. در طول حرفه خود، او در ۱۱۲ بازی بین‌المللی ۸۱ گل به ثمر رساند. او در جام جهانی زنان ۲۰۰۳ برای فرانسه بازی کرد.